# Ђининг (Шандунг)
Ђининг (济宁) град је Кини у покрајини Шандунг. Према процени из 2009. у граду је живело 503.481 становника.

## Становништво
Према процени, у граду је 2009. живело 503.481 становника.
| 1990.   | 2000.   | 2009    |
| ------- | ------- | ------- |
| 265.248 | 382.279 | 503.481 |